# 雪の女王 (1957年の映画)
『雪の女王』（ロシア語: Снежная королева、英語: Snezhnaya koroleva / The Snow Queen）は、1957年にソ連のサユースムリトフィルムによって製作された長編アニメーション映画。

## 概要
デンマークに伝わる精霊オーレ・ルゲイエが視聴者に物語るという形で、ハンス・クリスチャン・アンデルセンの同名童話を映画化している。監督はレフ・アタマーノフ。ソビエト政府（当時）による庇護のもと、商業主義とは無縁の体制で制作された。
主人公ゲルダにのみスポットを当てたストーリー構成となっており、そこへアニミズム思想や自然に対する畏敬の念などロシアならではの解釈が投影された作品となっている。
日本では劇場公開後、1960年1月3日にNHKでチェコのアニメ「狐と水差し」と共に放送された。以後、しばしば日本語吹き替え版が休日などに地上波で放送され、カイは太田淑子、ゲルダは岡本茉利が演じたバージョンが親しまれた。
作品は東映動画『太陽の王子 ホルスの大冒険』など草創期の日本アニメーション界に大きな影響を残した。とりわけ、ゲルダの少女像は東映動画労働組合主催の上映会で見た宮崎駿にショックを与えたとされる。
1959年にアメリカで作られた英語版は、オリジナルのロシア語版と音楽や効果音が異なっている。また、日本語版は英語版を基に作られているためオリジナル版での鑑賞は長らく困難であったが、2007年12月に三鷹の森ジブリ美術館の配給で、オリジナルのロシア語版音声に加え日本語字幕の改められたものが「雪の女王《新訳版》」としてリバイバル公開された。翌年には本編と、映像特典として「鉛の兵隊」「宮崎駿インタビュー」「予告編集」を収録したDVDも発売もされた。

## ストーリー
ある村に、カイとゲルダというとても仲のいい2人の子供がいた。ある日、雪の女王の伝説を耳にしたカイは「雪の女王なんて怖くない」と豪語したのを、当の「雪の女王」に聞かれてしまい、彼女の呪いを受け、冷徹な性格に変貌してしまう。
それから数日後、カイは「雪の女王」に攫われてしまう。カイを見捨てるわけにはいかないゲルダは、彼を救うために「雪の女王」の元へと旅立っていく。

## 声の出演
| 役名             | 原語版声優                   | 日本語吹き替え | 日本語吹き替え | 日本語吹き替え | 日本語吹き替え |
| 役名             | 原語版声優                   | 劇場公開版     | NHK版          | 東京12ch版     | ？版           |
| ---------------- | ---------------------------- | -------------- | -------------- | -------------- | -------------- |
| ゲルダ           | ヤニーナ・ジェイモー         | 安田千永子     | 里見京子       | 岡本茉利       |                |
| カイ             | アンナ・コモローワ           | 北条美智留     | 北条美智留     | 太田淑子       |                |
| 雪の女王         | マリヤ・ババノーワ           | 来宮良子       | 幸田弘子       | 平井道子       | 吉田理保子     |
| オーレ・ルゲイエ | ヴラディミール・グリブコーフ | 小瀬格         | 八木光生       | 熊倉一雄       | 梅津秀行       |

- 劇場公開版：共同映画配給での公開時に使用。16mmフィルムが一部の図書館に所蔵されている。
  - その他吹き替え：七尾伶子、松井博子、鈴木光枝、三木弘子、内田稔、久野四郎、宮部昭夫
- NHK版：放送日1968年1月2日『こどもと家庭におくる夕べ[8]』他
  - その他吹き替え：多田美佐子
- 東京12ch版：初回放送1978年1月5日 ※株式会社アイ・ヴィー・シーより発売のVHS・DVDに収録。
- ？版：YouTubeにて一時期公開されていた[9]。

## スタッフ
- 監督：レフ・アタマーノフ
- 原作：ハンス・クリスチャン・アンデルセン
- 脚本：G・グレブネル、レフ・アタマーノフ、ニコライ・エルドマン
- 美術：アレクサンドル・ヴィノクーロフ、レオニード・シュワルツマン
- 音楽（オリジナル版）：アルテミー・アイヴァジャン
- 音楽（英語版）：ジョセフ・ガーシェンソン、フランク・スキナー
- 日本語字幕（2007年新訳版）：児島宏子